# Alexander Auerswald
Alexander Auerswald (ur. 12 sierpnia 1967) – niemiecki narciarz, specjalista narciarstwa dowolnego. Najlepszy wynik na mistrzostwach świata osiągnął podczas mistrzostw w La Clusaz, gdzie zajął 9. miejsce w skokach akrobatycznych. Nigdy nie startował na igrzyskach olimpijskich. Najlepsze wyniki w Pucharze Świata osiągnął w sezonie 1994/1995, kiedy to zajął 33. miejsce w klasyfikacji generalnej.

## Sukcesy

### Mistrzostwa Świata
| Miejsce | Dzień     | Rok  | Miejscowość | Konkurencja        | Zwycięzca         |
| ------- | --------- | ---- | ----------- | ------------------ | ----------------- |
| 20.     | 14 marca  | 1993 | Altenmarkt  | Skoki akrobatyczne | Philippe LaRoche  |
| 9.      | 19 lutego | 1995 | La Clusaz   | Skoki akrobatyczne | Trace Worthington |

### Puchar Świata

#### Miejsca w klasyfikacji generalnej
- 1990/1991 – 127.
- 1991/1992 – 65.
- 1992/1993 – 69.
- 1993/1994 – 64.
- 1994/1995 – 33.

#### Miejsca na podium
1. Kirchberg – 24 lutego 1995 (Skoki akrobatyczne) – 2. miejsce
2. Hundfjället – 10 marca 1995 (Skoki akrobatyczne) – 2. miejsce

- W sumie 2 drugie miejsca.